# 王强 (越野滑雪运动员)
王强（1993年4月23日—）来自黑龙江省伊春市，是一名中国男子越野滑雪运动员。

## 个人经历
王强在十二三岁时开始练习滑雪，2009年，他被八一雪上运动大队看中，加入了解放军队。2017年，他在芬兰库萨莫完成了个人的世界杯分站赛首秀。2018年，他成功获得平昌冬奥参赛资格。
2022年4月8日被国务院评为北京冬奥会、冬残奥会突出贡献个人。